# Adam Greenberg
Adam Greenberg, född 1939 i Kraków, Polen, israelisk-amerikansk filmfotograf.
Greenberg föddes i Kraków, Polen, men bodde under sin uppväxt i Israel. 
Greenberg har filmat flera filmer där Arnold Schwarzenegger har huvudrollen. Greenberg nominerades 1992 till en Oscar för bästa foto för sin insats i filmen Terminator 2 - Domedagen.

## Filmografi (urval)
- 1982 – En kvinna kallad Golda
- 1984 – Terminator
- 1985 – Privat område
- 1986 – Egen lag
- 1987 – La Bamba
- 1987 – Tre män och en baby
- 1989 – Tre sängar för en ungkarl
- 1989 – Turner & Hooch
- 1990 – Ghost
- 1990 – Tre män och en liten tjej
- 1991 – Terminator 2 - Domedagen
- 1992 – En värsting till syster
- 1993 – Dave
- 1994 – Junior
- 1994 – Snacka om rackartyg
- 1995 – Den förste riddaren
- 1996 – Eraser
- 1998 – Rush Hour
- 1998 – Sphere – farkosten
- 2002 – Collateral Damage
- 2002 – Nu är det jul igen 2
- 2006 – Snakes on a Plane